# 尾紋副南麗魚
尾紋副南麗魚，為輻鰭魚綱鱸形目隆頭魚亞目慈鯛科的其中一種，分布於非洲加彭北部及喀麥隆南部流域，體長可達10公分，棲息在森林覆蓋的小溪，生活習性不明，可作為觀賞魚。

## 擴展閱讀
維基物種上的相關：尾紋副南麗魚